# FV 03 Ladenburg
Der FV 1903 Ladenburg e. V. ist ein deutscher Fußballverein mit Sitz in der baden-württembergischen Stadt Ladenburg im Rhein-Neckar-Kreis.

## Vorgängervereine
Am 13. März 1903 gründeten sich der FC 03 Ladenburg und die FG Union 03 Ladeburg. In den folgenden Jahren spielten die beiden Vereine jeweils nur lokal gegen andere Mannschaft von in der Zeit gegründeten Klubs. Im Jahr 1910 schlossen sich dann der FC und die FG zu dem Sportfreunde 03 Ladenburg zusammen. Aufgrund des Ausbruchs des Ersten Weltkriegs wurden viele Mitglieder zu Soldaten, durch den Spielermangel wurde der Spielbetrieb dann von 1917 bis 1918 erst einmal komplett eingestellt.
Durch die verlorenen Mitglieder kam es dann nach dem Ende des Krieges ca. 1920 zu einer Fusion mit der TG Jahn Ladenburg. In diesem Verein sollte dann auch im Jahr 1921 eine Fußball-Abteilung gegründet werden. Diese Abteilung wurde dann ein Jahr später wieder selbstständig, ab hier hieß der Verein dann FV 03 Ladenburg.

## Geschichte
Der Verein trat die ersten Jahre seines Bestehens auf lokaler Ebene an. Ab dem Ausbruch des Zweiten Weltkriegs befanden sich 90 % der Mitglieder im Kriegsdienst. Der Spielbetrieb sollte ab da jedoch noch bis 1943 aufrechterhalten werden können.
Nach dem Ende des Krieges gelang es 1946/47 in die 2. Amateurliga aufzusteigen, nach einer Neustrukturierung der Staffeln musste dann 1948 jedoch wieder der Abstieg in die A-Klasse hingenommen werden. Im Jahr 1950 gab es dann eine Aufspaltung des Vereins in die Fußballer und den neuen SV 50 Ladenburg. 1952 gelang dann auch schließlich wieder der Aufstieg in die 2. Amateurliga. Zur Saison 1953/54 wechselte der FV in die Staffel 1 und wurde dort Vizemeister. Zu dieser Saison stieg dann auch der SV 50 in die 2. Amateurliga auf. Ab der Saison 1954/55 sollten dann beide Vereine in der Staffel 1 spielen. Der FV 03 kam dabei mit 28:24 auf den achten Platz, der SV 50 mit 29:23 sogar auf den sechsten Platz. In den kommenden Spielzeiten kam es dann immer wieder vor, dass beide Vereine in einer Staffel spielen sollten, diese Aufteilung wechselte aber auch zu fast jeder Saison. Die gemeinsame Zeit sollte dann nach der Saison 1960/61 enden, in welcher der SV 50 absteigen musste.
Mit dem Vizemeistertitel konnte sich der Verein bereits nach der Saison 1967/68 erstmals für die Aufstiegsrunde zur 1. Amateurliga qualifizieren. Dort jedoch kam die Mannschaft mit 5:11 Punkten nicht über den vierten Platz hinaus, was dann nicht für den Aufstieg reichen sollte. Nach der Saison 1968/69 stieg man aus der 2. Amateurliga ab, der Wiederaufstieg gelang zur Saison 1973/74. Nach der nächsten Saison gelang dann erstmals die Meisterschaft in der 2. Amateurliga, in der Aufstiegsrelegation scheiterte man jedoch nach Hin- und Rückspiel am SC Germania Mönchzell. Der Meistertitel konnte dann nach der Saison 1975/76 erneut eingefahren werden, dieses Mal setzte sich die Mannschaft in der Relegation gegen den SV Wertheim durch und stieg in die damals drittklassige 1. Amateurliga auf. Dort belegten die Ladenburger in der Saison 1976/77 den letzten Platz und stiegen umgehend wieder ab.
Zur Saison 1977/78 wurde aus der 2. Amateurliga dann die Landesliga Rhein-Neckar, in der Saison 1980/81 gelang nochmals die Meisterschaft. Damit durfte der Verein zur nächsten Saison in die mittlerweile viertklassige Verbandsliga Nordbaden zurückkehren, in der man sich bis 1984 hielt. 1988 ging es in die Bezirksliga hinunter, seither spielt der Verein nur noch auf Kreisebene.